# Шамплейн (озеро)
Шамплейн (англ. Champlain) — озеро на кордоні США та  Канади, на більшій частині своєї 172-кілометрової довжини становить кордон між штатами Вермонт та Нью-Йорк. Ширина — близько 20 км, площа — 1130 км², глибина до 122 м. Вода з озера стікає в  річку Святого Лаврентія. На озері стоїть місто Берлінгтон.
Озеро названо на честь  Самюеля де Шамплена, який відвідав його в 1609 р. У 1755 р. французи побудували на березі озера  форт Тікондерога. 11 жовтня 1776 на озері відбулося перше зіткнення американського і британського флотів. У 1823 р. був відкритий канал Шамплейн, який з'єднав озеро з  річкою Гудзон.
На островах і невеликому півострові розташована округа штату Вермонт — Гранд-айл.